# Thomas Johansson (jurist)
Thomas Lennart Johansson, född 4 februari 1952 i Ljungby församling i Kalmar län, är en svensk jurist som var lagman i Ystads tingsrätt från 2009 till 2016.
Johansson utnämndes 18 mars 1999 till rådman i Stockholms tingsrätt. Han anställdes i justitiedepartementet 15 juni 2001 för att 6 mars 2003 utnämnas till chefsrådman i Stockholms tingsrätt. Han var lagman i Ystads tingsrätt 2009–2016.